# 童年，在人间，我的大学
《童年》、《在人间》和《我的大学》是马克西姆·高尔基的自传体小说三部曲。《童年》从作者三岁丧父，跟随母亲去外祖父家生活开始，到作者十岁丧母，到“人间”去谋生结束。《在人间》叙述了作者十一岁到十六岁在社会上谋生的过程。《我的大学》则讲述了作者在喀山的经历。